# Hordes (jeu vidéo)
Pour les articles homonymes, voir Hordes (homonymie).
Hordes était un jeu par navigateur de survie multijoueur et en temps réel, créé par le studio indépendant Motion Twin, dont le but était de construire une ville afin de survivre le plus longtemps possible aux assauts de hordes de zombies, revenant souvent plus nombreux chaque soir, à minuit.

## Historique
Après une période de bêta-test, Hordes sort officiellement le 15 juillet 2008.
Les 1, 2 et 3 décembre 2008, le jeu a connu de gros problèmes de serveurs, appelés dorénavant l'Armageddon de Hordes, au cours desquels toutes les villes ont été anéanties (une distinction pour tous les joueurs ayant connu l'Armageddon a été créée). Cet évènement marque la fin de la version 1 et le passage à la version 2, contenant de nouveaux objets, de nouveaux chantiers et ainsi de nouvelles possibilités de jeu.
Le 2 novembre 2023, Hordes ferme ses portes, tout comme les autres jeux web de Motion Twin. La page renvoie vers "plusieurs projets communautaires" ayant pour but de recréer ces jeux, citant explicitement le projet Eternaltwin qui a developpé une reprise sous le nom de MyHordes.
Historique des versions :
- 4.8 - Pandé-Mania : Saison 14. 16 janvier 2017
- 4.7 - Le Guide du voyageur désertique : Saison 13. 29 mars 2016.
- 4.6 - Démoncratie : Saison 12. 19 novembre 2015
- 4.5 - I âme Back : Saison 11. 1er avril 2015.
- 4.4 - Dev's not Dead : Saison 10. 22 septembre 2014.
- 4.3 - Villa Nostra : Saison 9. 25 février 2014.
- 4.2 - Evil's Back : Saison 8. 28 août 2013.
- 4.1 - Corps vidée : Saison 7. 8 mars 2013.
- 4.0 - Veillée funèbre : Saison 6. 15 octobre 2012.
- 3.2.1 - Un peu d'hordres : Saison 5 (patch). 2 mai 2012.
- 3.2 - I'm a soul man : Saison 5. 5 avril 2012.

Passage à Twinoïd : 15 février 2012.
- 3.1.bis - De morbides correctif : Saison 4 (patch) 12 décembre 2011
- 3.1 - Crimes et Bâtiments : Saison 4. 1er novembre 2011.
- 3.0 - Truelles Intentions : Saison 3. 14 mars 2011 (patch les 17 et 19 mars 2011).
- 2.8 - Super Ghouls'n'Hordes : Saison 2. 18 octobre 2010.
- 2.7 - Rise of the bichon : Saison 1. 8 juin 2010.
- 2.6 - Pandermite : Vieille ville. 15 avril 2010.
- 2.5 - Camping Sauvage : Vieille ville. 1er mars 2010.
- 2.4 - Le vaste monde : Vieille ville. 18 janvier 2010.
- 2.3 - Complot des bannis : Vieille ville. 12 novembre 2009.
- 2.2 - Escortes citoyenne : Vieille ville. 8 septembre 2009.
- 2.0 - Armageddon : Vieille ville. 4 décembre 2008.
- 1.4 - Chroniques citoyennes : Vieille ville V1. 25 septembre 2008
- 1.2 - Petites coalitions : Vieille ville V1. 13 aout 2008

## Caractéristiques
Hordes est un jeu par navigateur multijoueur en temps réel déconseillé aux moins de 13 ans.
Le jeu est à la base gratuit, avec une possibilité de paiement pour obtenir des avantages (mode héros).
Le jeu est développé sous HaXe.
Il a reçu la note de 16/20 sur le site Jeuxvideo.com et celle de 13/20 sur le site Artworks.

### But du jeu
Il est difficile d'établir un but du jeu unique à Hordes.
Le jeu rentre clairement dans les catégories du survival horror et du jeu de rôle. Bien que le but premier soit la survie de la ville et l'entraide entre les citoyens, il est possible de suivre des parcours individuels liés aux choix des joueurs : être le dernier survivant, survivre en groupe, faire "couler" la ville, etc. Tout jeu en ligne sur navigateur peut être considéré dans une catégorie de jeu à part où la recherche d'un objectif ne concerne que dans des cas exceptionnels les game designers d'un tel type de jeu.
Comme dans Space Invaders, les envahisseurs (ici des zombies) finissent toujours par gagner. En s'inscrivant sur le site, l'éditeur prévient : « Êtes-vous prêt à mourir ? ». On ne remporte jamais de partie face aux Hordes, le joueur finissant toujours par mourir.
Toutefois, il est possible d'acquérir certaines distinctions spéciales, des points d'âme et de l'expérience pour les héros.
Ces distinctions pictographiques donnent aux joueurs des objectifs personnels très variés et parfois contradictoires. Pour obtenir un pictogramme spécifique, il faut parfois agir contre la survie de la ville.
Certains joueurs, appelés "pourrisseurs" par les autres, font d'ailleurs de ce comportement un objectif à part entière. Cet état d'esprit est pleinement intégré aux mécanismes du jeu, qui offre des ressources pour détruire les villes et jouer de façon non-coopérative (il est ainsi possible de piller la banque, d'agresser gratuitement d'autres citoyens, de les empoisonner, de les bloquer dans le désert etc.) tout autant que des ressources pour sanctionner les pourrisseurs (qui peuvent, entre autres, être bannis ou pendus). 
La détermination d'un objectif unique de jeu est donc malaisé. Hordes étant un jeu de vie en collectivité, le joueur peut y trouver de l'intérêt dans les deux facettes de l'existence en société : le plaisir d'une émulation collective et solidaire pour la survie la plus longue possible ; le plaisir des mauvais coups, de la confrontation, du rapport de force et des stratégies non-coopératives.

### Coupure du jeu à minuit
Pendant l'attaque de la ville par les zombies (entre 00:00 et ~00:26), une « caméra » montre des zombies avançant vers la ville dans la poussière, ce qui empêche de bien les voir. Il y a également ce message noté en dessous : 
« Votre ville est attaquée par des hordes de zombies ! Il en vient de partout, vous entendez des citoyens hurler dans la nuit, des bruits de tôle que l'on frappe... Des grognements affamés par centaines... Que va-t-il advenir ? Allez-vous mourir cette nuit ?! »
Suivi de deux choix sans importance sur le déroulement du jeu tels que par exemple : « Se cacher sous son lit » ou encore « Vociférer comme un dément ».

### Déroulement d'une partie
Avant de rejoindre une nouvelle ville, le joueur doit créer une Âme, qui sera son profil tout au long des parties.
Deux types d'âme peuvent être rencontrés : âme faible et âme de héros. Le mode héros peut s'obtenir en payant, en gagnant la distinction "Mort Ultime" (être le dernier survivant d'une ville), ou en mangeant un autre citoyen en étant une goule, ou encore grâce à un don d'un autre héros. Que ce soit en payant ou en le gagnant, le statut de héros reste limité dans le temps. Les héros ont des avantages de jeu, notamment pour sortir dans le désert avec le retour du héros qui permet de rentrer en ville à une grande distance, pour dénicher un objet utile à la ville ou pour faire face à plusieurs zombies. En effet l'Outre-Monde (territoire en dehors de la ville) est infesté de zombies.
Après avoir créé votre Âme, vous rejoignez une ville au hasard (ou, si vous êtes héros, vous la choisissez). Chaque ville comptera 40 citoyens au départ, héros ou non. Afin de survivre, la solidarité entre les citoyens est de mise.
Chaque jour, le joueur bénéficie de 6 PA (points d'action) gratuits qu'il peut utiliser pour sortir dans l'outre-monde, contribuer aux chantiers ou travailler à l'atelier. Lorsqu'il n'en a plus, le joueur peut en regagner en buvant une ration d'eau ,une fois par jour, en mangeant un aliment, une fois par jour, en buvant de l'alcool, une fois tous les deux jours, ou en consomment une drogue.
Tous les soirs, un citoyen (souvent désigné au préalable) doit fermer les portes pour éviter que les zombies ne rentrent dans la ville. Le nombre de zombies dans la horde augmentant de jour en jour, il faut construire des chantiers de défense pour augmenter la défense de la ville. Chaque point de défense de la ville peut bloquer 1 zombie. S'il y a plus de zombies qu'il n'y a de points de défense, les zombies n'ayant pas été bloqués rentrent dans la ville et font des dégâts proportionnels à leur nombre. (ex. : 400 points de défenses pour 500 zombies : 100 zombies passent les défenses).
Hordes est donc un jeu qui se joue via de courtes sessions quotidiennes. Un des points importants de Hordes est son aspect communautaire. Chaque ville dispose d'un forum où les citoyens peuvent discutent des chantiers, de la gestion des ressources ou de tout autre chose.
Si des zombies réussissent à dépasser les défenses, ils s'attaquent au hasard aux citoyens, pouvant les tuer ou seulement les terroriser. Cela sera inscrit dans la gazette de la ville.
Chaque soir, à minuit précise (GMT +1, heure de Paris), le site du jeu devient indisponible, c'est "l'attaque des hordes".
Après l'attaque, vers 00h26, le site ouvre à nouveau, les citoyens survivants récupèrent leurs points d'action.
En plus des chantiers augmentant la défense de la ville, beaucoup d'autres chantiers ont d'autres effets (l'atelier permet de « transformer » certaines ressources, la boucherie permet de transformer les animaux en nourriture, etc.). Tous les jours, chaque citoyen peut voter (une seule fois par citoyen) pour améliorer gratuitement certains chantiers.
La partie est terminée lorsque tous les citoyens sont morts. Les derniers citoyens reçoivent la distinction Dernière ligne ou Mort Ultime! pour le dernier survivant quand tous les autres sont morts. Cette distinction permet de promouvoir gratuitement son âme en celle d'un héros, l'espace de quelques jours.
Une fois mort, chaque citoyen peut rejoindre une nouvelle ville, avec de nouveaux habitants ou choisir leur ville si la personne est en mode héros.
La durée de vie d'une ville est située entre deux ou une vingtaine de jours, suivant la qualité et l'entente des citoyens.
En 2011, le record à battre s'élève à 50 jours (dû a l'exploitation d'un bug, maintenant corrigé, permettant aux citoyens d’être quasi-invincibles). Une telle durée semble inaccessible à la suite d'une mise à jour augmentant considérablement la force des attaques après le jour 28.

### Communauté et sites externes
L'une des caractéristiques de Hordes est également sa forte communauté qui s'est soudée autour de sites externes. En effet, l'éditeur Motion Twin fournit aux utilisateurs/joueurs de Hordes une API XML permettant à chacun de construire des sites externes autour du site de jeu officiel. Ces sites sont référencés, officiels, sécurisés ou plus libres et permettent aux joueurs une créativité dans l'approche et l'esprit même du jeu.

### Méta-coalition
Le principe de la méta-coalition est de s'organiser, le plus souvent via un forum externe, pour regrouper plusieurs coalitions dans une même ville pour jouer ensemble et selon un but commun. De ce fait les joueurs peuvent appliquer des stratégies poussées ou suivre des modes de jeu inhabituels. Ces organisations ne sont pas officiellement reconnues par Motion-Twin.
Bien souvent ces méta-coalitions sont à l'origine des villes ayant survécu le plus longtemps ou autres performances.
Ce type de regroupement peut être rapproché du fonctionnement des guildes dans les MMORPG.

## Autres versions
Hordes existe également en versions anglophone (die2nite.com), germanophone (dieverdammten.de) et hispanophone (zombinoia.com). Les joueurs de différentes versions ne cohabitent pas entre eux ; mais il est toléré de jouer sur d'autres versions à condition de s'exprimer dans la langue concernée et bien sûr de respecter les règles en vigueur là-bas.

## Mode Héros
Le mode héros est le mode payant de Hordes, mais il peut aussi être débloqué en étant le dernier survivant d'une ville ou en mangeant un citoyen en étant une goule.
De base (sans compter les bonus d'expérience), il débloque entre autres :
- Le choix d'un métier ayant des capacités supplémentaires spécifiques (fouineur, éclaireur, gardien, ermite, apprivoiseur, technicien),
- La capacité d'utiliser 3 actions héroïques par ville (ou plus selon l’expérience),
- La possibilité d'effectuer certains travaux dans sa maison,
- La possibilité d'escorter jusqu'à 4 citoyens dans le désert,
- Une place supplémentaire pour le coffre et le sac,
- Un bonus de +2 en défense pour l'habitation (ou +3 pour les gardiens),
- La possibilité de choisir la ville dans laquelle il va se réincarner,
- La possibilité d'écrire dans le forum "Héros",
- Un système d'expérience évoluant avec le nombre de jours héros effectués et débloquant de nouveaux bonus en jeu.

## Métiers
Il existe 6 métiers dans Hordes :
- L’Éclaireur : Héros, il peut, grâce à sa cape, se faufiler entre les zombies sans être bloqué, même si ces derniers sont en surnombre. Mais il peut être repéré, la probabilité de se faire repérer augmente selon le nombre de zombies sur la zone. Il a aussi "l'intuition" du nombre de zombies sur les zones adjacentes et peut aussi examiner un bâtiment qui n'est pas encore déblayé ou, lorsqu'il campe, le malus dû au nombre de zombie sur la case est fortement diminué.

- Le Fouineur : Héros, il a plus de chances de trouver des objets que les autres citoyens ou héros. Les fouilles automatiques prennent 30 minutes de moins, passant de 2 heures à une heure et demie. Il peut repérer les zones épuisées ou non parmi les cases adjacentes.

- Le Gardien : Héros, il peut, grâce à son bouclier anti-émeute, bloquer 4 zombies à la place de 2 pour les autres métiers, chaque Gardien en ville donne un bonus de 5 points de défense à la ville. Les gardiens ont aussi plus de chance de survivre que les autres citoyens.

- L’Ermite : Héros, il peut, grâce à son manuel de survie, trouver de l'eau ou de la nourriture sous divers conditions. Il a aussi un bonus pour le Camping, les chances de survie des autres joueur sont plafonnées à 90 % alors que les siennes le sont à 100 %.

- L'Apprivoiseur :  Héros, il peut, grâce à son Bichon maltais à trois pattes, rapporter le contenu de son sac à dos à la banque de la ville sans avoir à revenir en ville. Cependant, il ne peut pas prendre d'objets encombrants, sauf si on lui donne une drogue : cela le transforme en "Bichon shooté".

- Le Technicien : Héros, il peut, grâce à son kit de bricolage, continuer les chantiers plus longtemps que les autres citoyens tant qu'il lui reste 1 point d'action, grâce aux "points de chantier". Il est aussi capable d'ouvrir des portes verrouillées dans les bâtiments abandonnés.

- L'habitant : Non héros, il n'a aucun bonus spécial.

## Les goules
Une goule est un citoyen partiellement infecté, mais qui ne s'est pas complètement transformé en zombie.
Pour survivre, elle doit manger de la chair humaine (un citoyen, un os charnu, cadavre de voyageur ou de la viande humaine), de façon à réduire la barre de voracité. L'idée de l'existence de la goule date en fait de la version bêta de Hordes, où une rumeur (fausse) prétendait qu'une goule se cachait parmi les citoyens. Cette rumeur est devenue véritable à la suite de la mise à jour 2.8.
Lors de la mise à jour 3.2, il n'y avait temporairement plus de goules dans Hordes, elles ont cependant été ré-instaurées avec la mise à jour 4.0. Depuis, une goule ne peut plus apparaître "naturellement". La nourriture connue pouvant "goulifier" est uniquement le cadavre de voyageur. Avant, il était possible de devenir goule avec un simple jambon beurre trouvé en fouille, par exemple.
Si vous agressez une goule, cette dernière meurt sur le coup. Si vous êtes goule, vous ne pouvez pas agresser une autre goule. Une goule peut mourir normalement comme tous les citoyens, excepté de soif et d'infection.
La plupart des goules finissent par tuer d'autres citoyens et sont donc tués à leur tour par la "justice populaire".